# Rockaway Park – Beach 116th Street
Rockaway Park – Beach 116th Street – stacja końcowa metra nowojorskiego, na linii A i S. Znajduje się w dzielnicy Queens, w Nowym Jorku i zlokalizowana jest za stacją Beach 105th Street. Została otwarta 28 czerwca 1956.